# L'Amant de poche (roman)
Pour les articles homonymes, voir L'Amant de poche.
L'Amant de poche est un roman de Voldemar Lestienne paru le 3 décembre 1975 aux éditions Grasset et ayant reçu le prix Interallié la même année. Le roman sera adapté au cinéma en 1978 dans le film L'Amant de poche de Bernard Queysanne.

## Résumé
Une call girl, tombée amoureuse d'un lycéen, tente de fuir son ancien travail, sans y parvenir.

## Éditions
- L'Amant de poche, Éditions Grasset, 1975  (ISBN 2246002613).